# Camberwell College of Arts
 (décembre 2011).
Si vous disposez d'ouvrages ou d'articles de référence ou si vous connaissez des sites web de qualité traitant du thème abordé ici, merci de compléter l'article en donnant les références utiles à sa vérifiabilité et en les liant à la section « Notes et références ».
Camberwell College of Arts (anciennement connu sous le nom de Camberwell School of Art and Crafts) est l'un des six collèges constituant l'université des arts de Londres, et est largement considéré comme une des institutions les plus connues dans l'art et le design. Le Camberwell College of Arts est divisé en deux collèges (Peckham Road et Wilson Road) situés en plein cœur de Camberwell, dans le Sud de Londres.

## Anciens élèves célèbres
- Sarah Armstrong-Jones (1964-)
- Gillian Ayres (1930-)
- Alfreda Benge (1940- )
- Syd Barrett (1946-2006)
- Hanna Ben-Dov (1919-2009)
- Uzo Egonu (1931-1996), peintre, graveur et designer nigérian actif en Angleterre.
- Valerian Freyberg (3e baron Freyberg), (1970-), artiste et pair britannique, siégeant comme crossbencher à la Chambre des lords.
- Howard Hodgkin (1930-2017)
- Edgar Mansfield (1907-1996)
- Cathy de Monchaux (1960-)
- Euan Uglow (1932-2000)